# Чемерищина

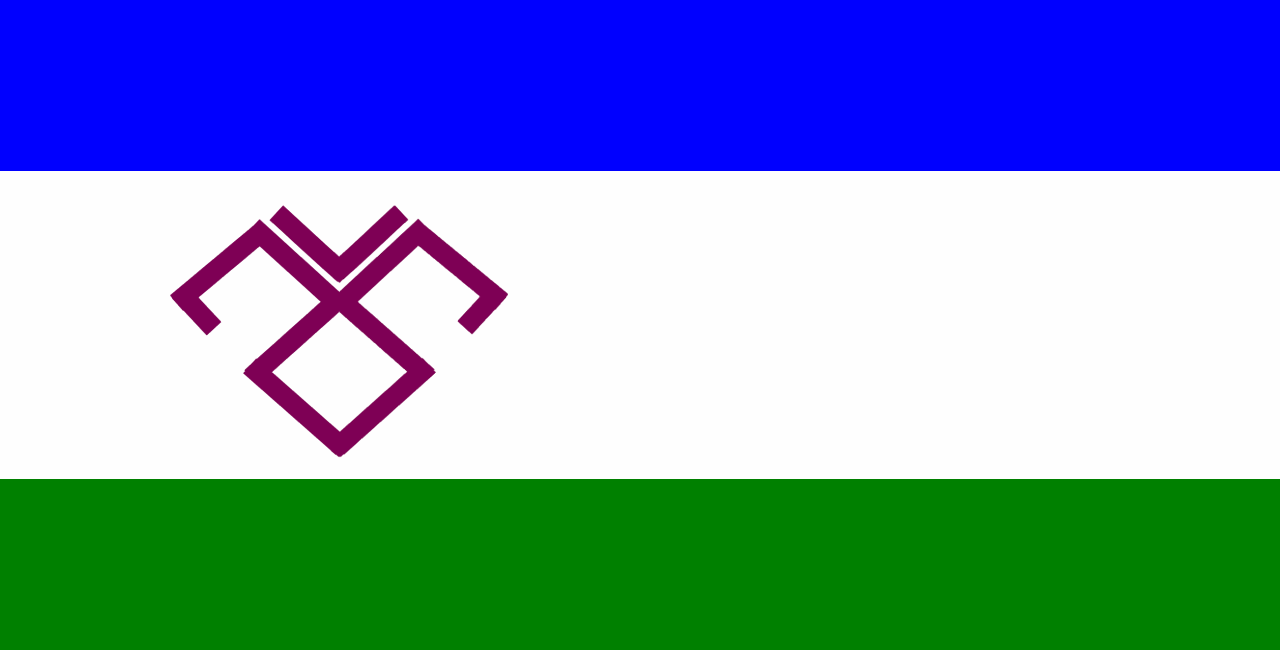
Прапор Маримланду.

Чемерищина або Маримландія (лукомар. Марий мланде) — межиріччя Ветлуги та Вятки — територія, де корінним народом є чемериси (марійці). Окрім Республіки Марій Ел до Маримландії належать Поветлужжя Нижньогородської області, східні райони Костромської області, південна частина Кіровської області, північно-західні райони Республіки Татарстан.
| Росія | Це незавершена стаття з географії Росії. Ви можете допомогти проєкту, виправивши або дописавши її. |